# هيلين ك. جاربر
هيلين ك. جاربر (بالإنجليزية: Helen K. Garber)‏ هي مصورة أمريكية، ولدت في 1954.